# Eduard V d'Anglaterra
Eduard V (4 de novembre de 1470 - 1483?) va ser Rei d'Anglaterra des del 9 d'abril de 1483 fins a la seva deposició dos mesos més tard. El seu breu regnat va estar marcat per la influència del seu oncle Ricard, duc de Gloucester, que el va succeir com a Ricard III. Juntament amb el seu germà Ricard de Shrewsbury, Eduard va ser un dels dos "Prínceps de la Torre", que mai més van ser vistos amb vida després de ser enviats a la Torre de Londres (oficialment per la seva pròpia seguretat). Sovint Ricard III ha estat acusat de les seves morts, tot i que no és clar que en fos el responsable.

## Biografia

### Infància
Eduard va néixer a l'Abadia de Westminster mentre la seva mare, Elisabet Woodville s'hi estava refugiant després que els Lancastrians haguessin expulsat temporalment el seu marit Eduard IV, durant la Guerra de les Dues Roses. El petit Eduard va ser nomenat Príncep de Gal·les el juny de 1471, després que el seu pare recuperés el tron.
El 1480 el rei Eduard IV va pactar una aliança amb Francesc II, el duc de Britànnia, i acordaren de prometre els seus hereus Eduard (de 10 anys) i Anna (de 4) i casar-los quan arribessin a la majoria d'edat. El primer fill de la parella heretaria Anglaterra, mentre que el segon rebria Britànnia.

### Regne
Després d'establir un Consell de Gal·les i les Marques, Eduard IV va enviar el seu fill al Castell de Ludlow per excercir-hi de president. Va ser a Ludlow on el príncep va rebre les notícies de la mort sobtada del seu pare. Eduard heredà el tron el 9 d'abril de 1483, a l'edat de 12 anys, però calgué esperar fins a l'11 d'abril perquè la notícia es fes pública a Londres. El germà del seu pare, Ricard de Gloucester, havia estat nomenat en el testament Protector dels seus joves nebots (Eduard i el príncep Ricard de York). Va interceptar el seguici d'Eduard quan tornava de Gal·les i va escortar els prínceps a Londres. Al cap de menys de 3 mesos Ricard prenia el tron per a ell. El 25 de juny el Parlament va declarar els dos prínceps fills il·legítims, després que el clergue Ralph Shaa aportés proves de què Eduard IV s'havia casat amb Lady Elionor Butler abans de casar-se amb Elisabet Wodwolle, convertint el segon matrimoni en invàlid i els fills de la parella en bastards. Els altres dos germans grans de Ricard, Edmund i Jordi, havien mort abans d'Eduard, deixant Ricard com a hereu de la corona.

### Empresonament
Després de ser declarats bastards, els dos nois van ser enviats a la Torre de Londres i mai més van ser vistos en públic. El que els succeí és un dels grans misteris de la història d'Anglaterra. El consens general és que foren assassinats, i els tres principals sospitososos són el seu oncle Ricard, el comte de Buckingham Enric Stafford, i Enric Tudor.

## Avantpassats
| Eduard V d'Anglaterra | Pare: Eduard IV d'Anglaterra | Avi patern: Ricard Plantagenet, 3r duc de York | Besavi patern: Ricard de Conisburgh, 3r comte de Cambridge |
| Eduard V d'Anglaterra | Pare: Eduard IV d'Anglaterra | Avi patern: Ricard Plantagenet, 3r duc de York | Besàvia paterna: Anna Mortimer                             |
| Eduard V d'Anglaterra | Pare: Eduard IV d'Anglaterra | Àvia paterna: Cecília Neville                  | Basavi patern: Raúl de Neville, 1r compte de Westmorland   |
| Eduard V d'Anglaterra | Pare: Eduard IV d'Anglaterra | Àvia paterna: Cecília Neville                  | Besàvia paterna: Joanana Beaufort                          |
| Eduard V d'Anglaterra | Mare: Elisabet Woodville     | Avi matern: Ricard Woodville, 1r comte Rivers  | Besavi matern: Sir Ricard Wydevill                         |
| Eduard V d'Anglaterra | Mare: Elisabet Woodville     | Avi matern: Ricard Woodville, 1r comte Rivers  | Besàvia materna: Joana Bedlisgate                          |
| Eduard V d'Anglaterra | Mare: Elisabet Woodville     | Àvia materna: Jacquetta de Luxemburg           | Besàvi matern: Pierre de Luxemburg, Comte de Saint Pol     |
| Eduard V d'Anglaterra | Mare: Elisabet Woodville     | Àvia materna: Jacquetta de Luxemburg           | Besàvia materna: Margarida de Baux                         |